# Mallee Highway
Der Mallee Highway ist eine Fernstraße im Südosten von Australien. Er verbindet den Dukes Highway in Tailem Bend in  South Australia mit dem Murray Valley Highway bei Piangil in Victoria. Seinen Namen hat er von der charakteristischen Mallee-Vegetation großer Teile des umgebenden Gebietes, das auch als Murray Mallee bekannt ist.

## Verlauf
Der Highway beginnt im Westen bei Tailem Bend, wo er auf den Dukes Highway (NA8) trifft. Von dort verläuft er nach Osten und passiert kurz hinter Pinnaroo die Grenze nach Victoria. Früher endete der Highway am Calder Highway (A79) in Ouyen, heute führt er weiter und endet hinter Piangil am Murray Valley Highway (B400).

## Wichtige Abzweigungen und Städte
| Mallee Highway |                               |                                |                                                    |
| Westwärts | Entfernung nach Adelaide (km) | Entfernung nach Swan Hill (km) | Ostwärts                                           |
| T-Kreuzung (im Uhrzeigersinn) Dukes Highway nach Bordertown und Melbourne Dukes Highway nach Princes Highway via Tailem Bend und Adelaide |                               |                                |                                                    |
| Ende Mallee Highway | 100                           | 414                            | Anfang Mallee Highway                              |
| Coomandook Old Dukes Highway | 114                           | 400                            | Coomandook Old Dukes Highway                       |
| Tailem Bend-PINNAROO RAIL LINE | 152                           | 362                            | Tailem Bend-PINNAROO RAIL LINE                     |
| Lameroo | 199                           | 315                            | Lameroo                                            |
| Tailem Bend-PINNAROO RAIL LINE | 208                           | 306                            | Tailem Bend-PINNAROO RAIL LINE                     |
| weiter als | 233                           | 281                            | Bordertown, Naracoorte Pinnaroo-Bordertown Road    |
| Bordertown, Naracoorte Pinnaroo-Bordertown Road                                                                                           | 233                           | 281                            | zusammen mit                                       |
| zusammen mit | 239                           | 275                            | Pinnaroo                                           |
| Loxton, Renmark Pinnaroo-Loxton Road | 239                           | 275                            | Loxton, Renmark Pinnaroo-Loxton Road               |
| Pinnaroo | 239                           | 275                            | weiter als                                         |
| SOUTH AUSTRALIA STAATSGRENZE VICTORIA |                               |                                |                                                    |
| PINNAROO RAIL LINE | 245                           | 269                            | PINNAROO RAIL LINE                                 |
| PINNAROO RAIL LINE | 265                           | 249                            | PINNAROO RAIL LINE                                 |
| Murrayville | 266                           | 248                            | Murrayville                                        |
| PINNAROO RAIL LINE | 270                           | 244                            | PINNAROO RAIL LINE                                 |
| PINNAROO RAIL LINE | 306                           | 208                            | PINNAROO RAIL LINE                                 |
| Boinka | 307                           | 207                            | Boinka                                             |
| Underbool | 326                           | 188                            | Underbool                                          |
| Patchewollock Walpeup-Patchewollock Road                                                                                                  | 346                           | 168                            | Walpeup                                            |
| Walpeup | 346                           | 168                            | Patchewollock, Hopetoun Walpeup-Patchewollock Road |
| Nach Patchewollock, Hopetoun Ouyen-Patchewollock Road                                                                                     | 374                           | 140                            | Patchewollock Ouyen-Patchewollock Road             |
| PINNAROO RAIL LINE | 374                           | 140                            | PINNAROO RAIL LINE                                 |
| MILDURA RAIL LINE | 375.7                         | 138.3                          | Ouyen                                              |
| MILDURA RAIL LINE | 375.7                         | 138.3                          | MILDURA RAIL LINE                                  |
| weiter als | 375.7                         | 138.3                          | Nach Ballarat; Bendigo, Melbourne Calder Highway   |
| Nach Ballarat; Bendigo, Melbourne Calder Highway                                                                                          | 375.7                         | 138.3                          | zusammen mit                                       |
| zusammen mit | 375.8                         | 138.2                          | Red Cliffs, Mildura Calder Highway                 |
| Red Cliffs, Mildura Calder Highway | 375.8                         | 138.2                          | Red Cliffs, Mildura Calder Highway                 |
| Ouyen | 375.8                         | 138.2                          | weiter als                                         |
| Manangatang | 431                           | 83                             | Manangatang                                        |
| Sea Lake, Robinvale Robinvale-Sea Lake Road                                                                                               | 431                           | 83                             | Robinvale, Sea Lake Robinvale-Sea Lake Road        |
| ROBINVALE RAIL LINE | 431                           | 83                             | ROBINVALE RAIL LINE                                |
| Piangil | 470                           | 44                             | Piangil                                            |
| Anfang Mallee Highway | 472                           | 42                             | Ende Mallee Highway                                |
| T-Kreuzung (im Uhrzeigersinn) Murray Valley Highway nach Robinvale und Sydney Murray Valley Highway nach Swan Hill und Melbourne          |                               |                                |                                                    |